# Hôtel du département des Bouches-du-Rhône
L'hôtel du département des Bouches-du-Rhône est un bâtiment situé à Marseille, en France. Le Conseil départemental des Bouches-du-Rhône y siège.

## Localisation
L'hôtel du département est situé dans le 4e arrondissement de Marseille dans le quartier de Saint-Just. La station de métro Saint-Just - Hôtel du département se situe sous le bâtiment.

## Historique
Surnommé « Le Grand Bleu » ou le « Vaisseau bleu » ce bâtiment de couleur bleu outremer est conçu par l'architecte anglais Will Alsop avec Ove Arup et construit sous la conduite de SCIC-AMO à la suite d'un concours international d'architecture en janvier 1990. Avec une surface de 93 000 m2, il est à l'époque « le plus grand bâtiment public construit en province au XXe siècle ». Le coût de ce bâtiment ouvert en 1994 est estimé à près d'un milliard de francs.